# ザ・バンド
ザ・バンド（英語: The Band）は、アメリカ合衆国を拠点としたカナダのロック・バンドである。オリジナル・メンバーはカナダ人のロビー・ロバートソン、リチャード・マニュエル、ガース・ハドソン、リック・ダンコとアメリカ人のリヴォン・ヘルムで、1967年から1976年まで活動した。1983年にロバートソン以外のメンバーによってサポート・メンバーを含めて再結成され、メンバー・チェンジを経て1999年まで活動した。
オリジナル・メンバーの全員が様々な楽器を演奏できるマルチ・プレイヤーであり、ミュージシャンズ・ミュージシャンとして、今なお多くのミュージシャンから尊敬を集めている。
1989年にカナダのCanadian Music Hall of Fame、1994年にロックの殿堂入りを果たしている。2008年、グラミー賞の特別功労賞生涯業績賞を受賞した。
「ローリング・ストーン誌の選定の歴史上最も偉大な100組のグループ」において第50位。

## 経歴

### ザ・ホークス
1959年、アメリカのロックンローラー、ロニー・ホーキンスはバック・バンドのザ・ホークスを率いてロックンロールが落ち目になりつつあったアメリカを離れ、活動の中心をカナダに移した。しかしドラムスのリヴォン・ヘルム以外のメンバーが次第にホームシックにかかり脱退したため、現地カナダの若者たちを加入させる。その時に集められたのが、後にザ・バンドのメンバーになるギターのロビー・ロバートソン、ベースのリック・ダンコ、ピアノのリチャード・マニュエル、オルガンのガース・ハドソンだった。
ザ・ホークスは1963年までホーキンスのバックバンドとして活動した。1964年、彼等は意見の相違からホーキンスと別れ、「リヴォン&ザ・ホークス」と名乗りカナダとアメリカで地道な公演活動を続けた。

### ボブ・ディランとの出会い

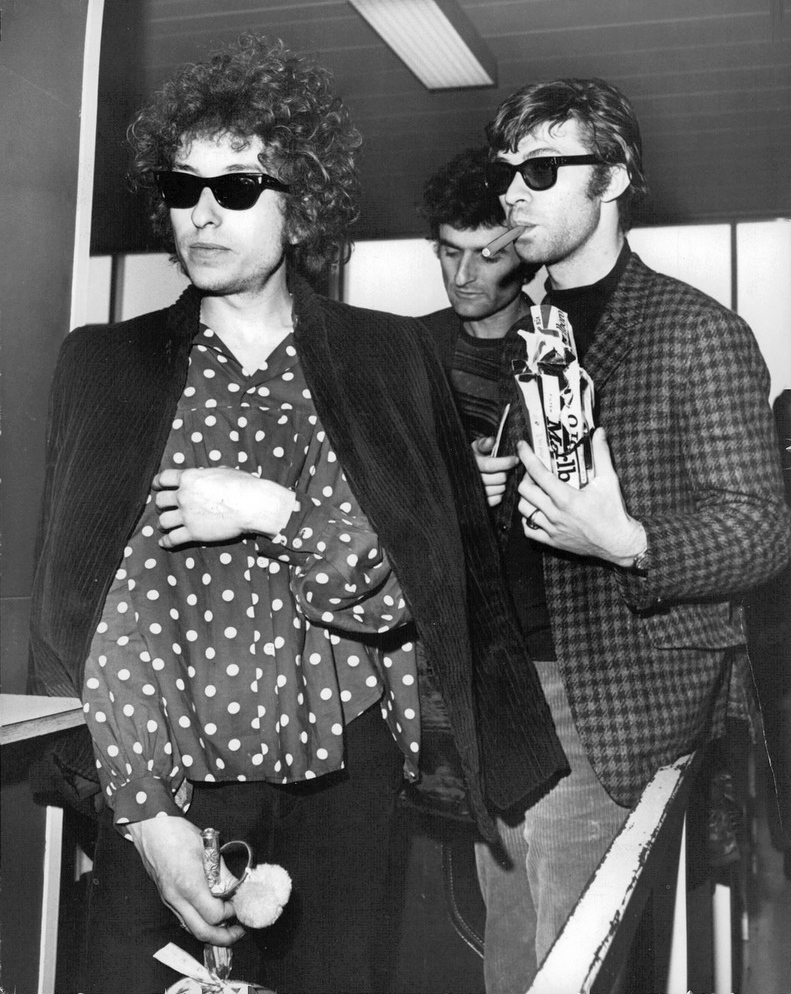
左からボブ・ディラン、ディランのツアー・マネージャーのヴィクター・メイミューズ、ロバートソン（1966年4月）

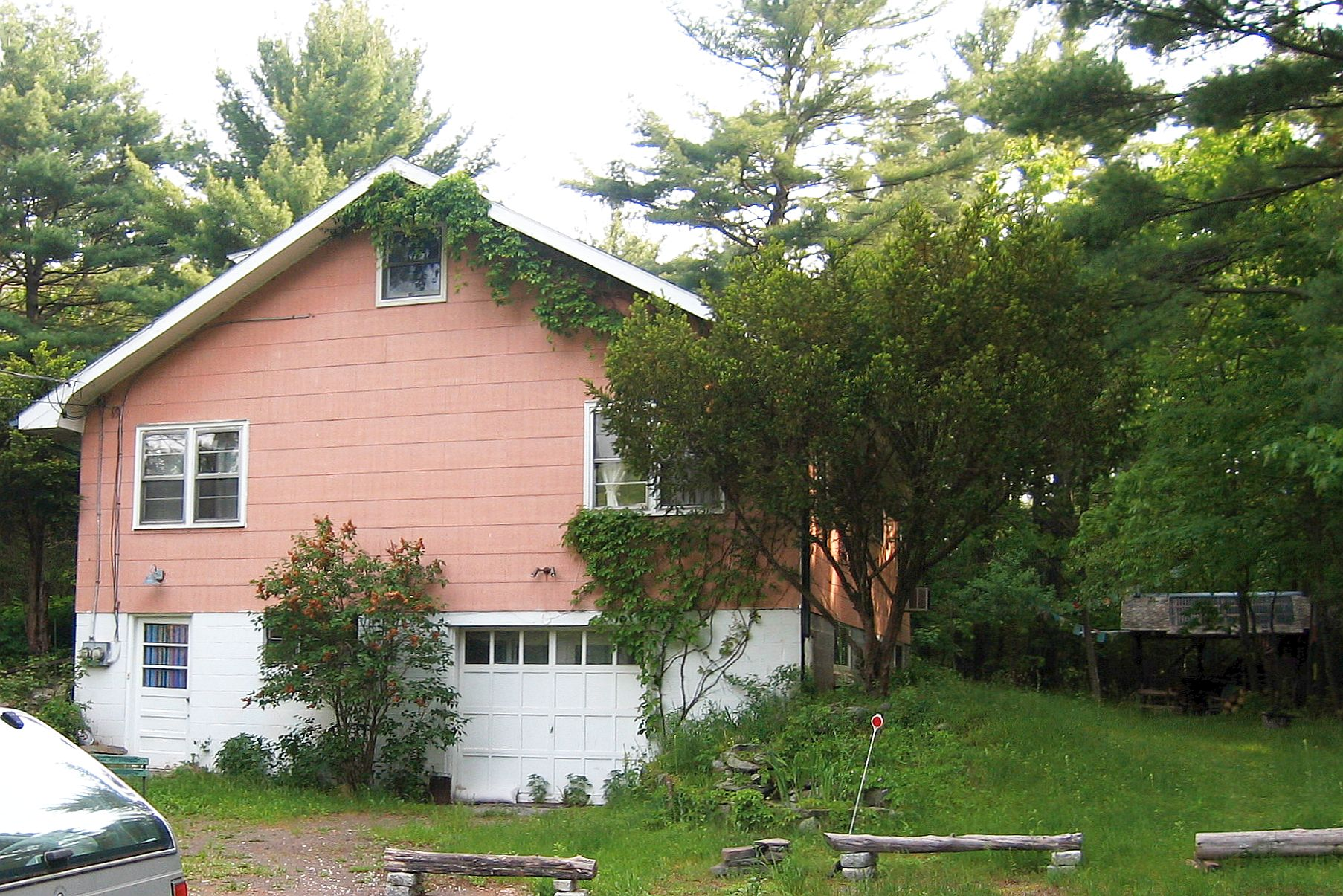
ディランとセッションを行った「ビッグ・ピンク」（2006年）

1965年夏、ザ・ホークスはニュージャージー州サマーズポイントのダンス・クラブでの仕事を得た。ロバートソンはディランを世に出したプロデューサーのジョン・ハモンドの息子でグリニッジ・ヴィレッジを根城とするジョン・P・ハモンドと親しくなった。ロバートソンによれば、同年6月16日、ハモンドはニューヨークのダウンタウンのレコード屋を案内するため、ロバートソンをホテルまで迎えに行った。七番街を車で運転中、ハモンドはブレークを踏んだ。「ひとつ忘れてることがあった。友だちがすぐそこでレコーディングをしていて、顔を出すと約束していたんだ」と言った。二人はコロムビア・レコードのビルに入り、エレベーターでスタジオAに上がった。コントロール・ルームでは数人の男が録りたての曲のプレイバックを聴いていた。そこでロバートソンはボブ・ディラン、マネージャーのアルバート・グロスマンと初めて出会った。ガラスの向こう側には顔なじみのギタリストのマイク・ブルームフィールドがいた。ディランはロバートソンとハモンドに頭から曲を聴かせた。それが「ライク・ア・ローリング・ストーン」だった。
その後、ロバートソンはグロスマンから連絡を受け、西55丁目にあるグロスマンの事務所でディランと会った。ディランは7月25日に「ニューポート・フォーク・フェスティバル」で実験的にブルームフィールドやアル・クーパーらと行ったエレクトリック・サウンドの演奏について話をした。賛否両論だったその日のライブのことはロバートソンの耳にも届いていた。ディランはロバートソンをダウンタウンのグラマシー・パークにあるグロスマンの家に誘い、いっしょに二、三曲演奏した。そしてロバートソンに「8月28日のニューヨークのフォレスト・ヒルズ・スタジアムのライブ、9月3日のロサンゼルスのハリウッド・ボウルのライブの二本だけでもリード・ギターを弾いてくれないか」と頼んだ。ロバートソンは、ヘルムにドラムスを叩かせてくれるのならと言った。ディラン側はその条件にOKを出し、ロバートソンとヘルムは巨大なコンサート会場で演奏することを初めて体験した。
同年9月24日からホークスは正式にディランのバックバンドとしてツアーを開始した。11月、保守的な観客のブーイングに嫌気が差したヘルムが脱退した。ヘルムは故郷のアーカンソー州に戻ったのち、メキシコ湾の石油掘削所でしばらく働いた。11月30日にディランとホークスは「ジョアンナのヴィジョン」と「窓からはい出せ」を録音。ヘルムの代りにボビー・グレッグがドラムスを叩いた。またポール・グリフィンがピアノで参加した
。この日録音された「窓からはい出せ」は12月8日にシングルとして発売された。
ツアーでのヘルムの後任はミッキー・ジョーンズが一時的に務めた。ディランとホークスとのツアーは全米、オーストラリア、ヨーロッパと続き、行く先々で賛否両論を巻き起こした。ツアーの様子はディランのライブ・アルバム『ロイヤル・アルバート・ホール（ブートレッグ・シリーズ第4集）』（1998年）に記録されている。
ツアー終了直後の1966年7月29日、ディランは交通事故で負傷。仕事を失ったメンバーはディランに誘われ、彼の隠遁地であるニューヨーク州ウッドストックに移る。このころヘルムも復帰する。ピンク色のペンキで塗装された彼らの家は「ビッグ・ピンク」と名付けられた。ここで行われたディランとのセッション音源は、ロック史上初の海賊盤『Great White Wonder』として流出した。公式には長く未発表であったが、1975年に『地下室（ザ・ベースメント・テープス）』として発表された。さらに2014年には、その全容がディランのブートレッグ・シリーズ第11集『The Basement Tapes Complete』として公表された。

### 全盛期

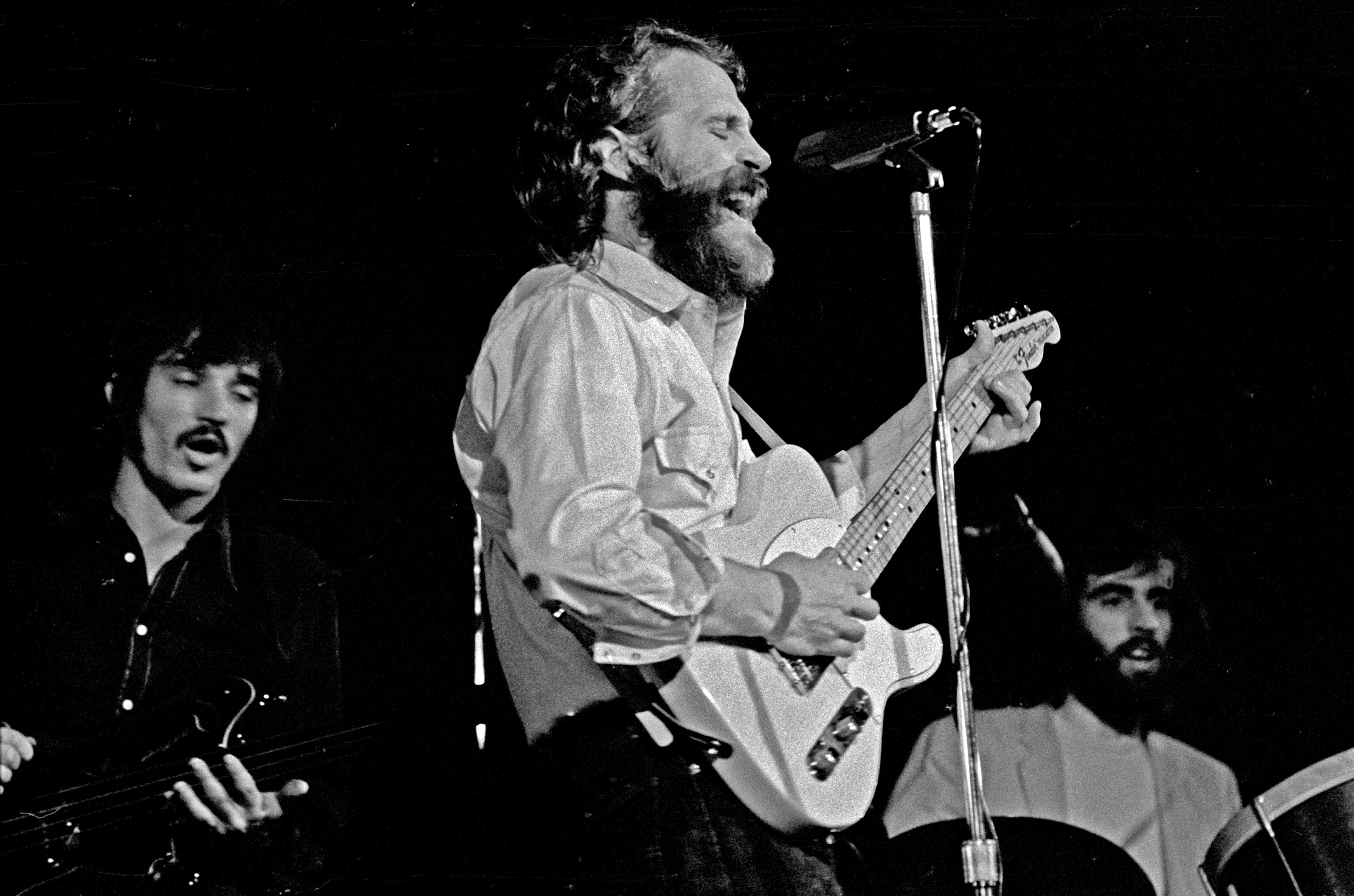
左からダンコ、ヘルム、マニュエル（1971年5月、ハンブルク）

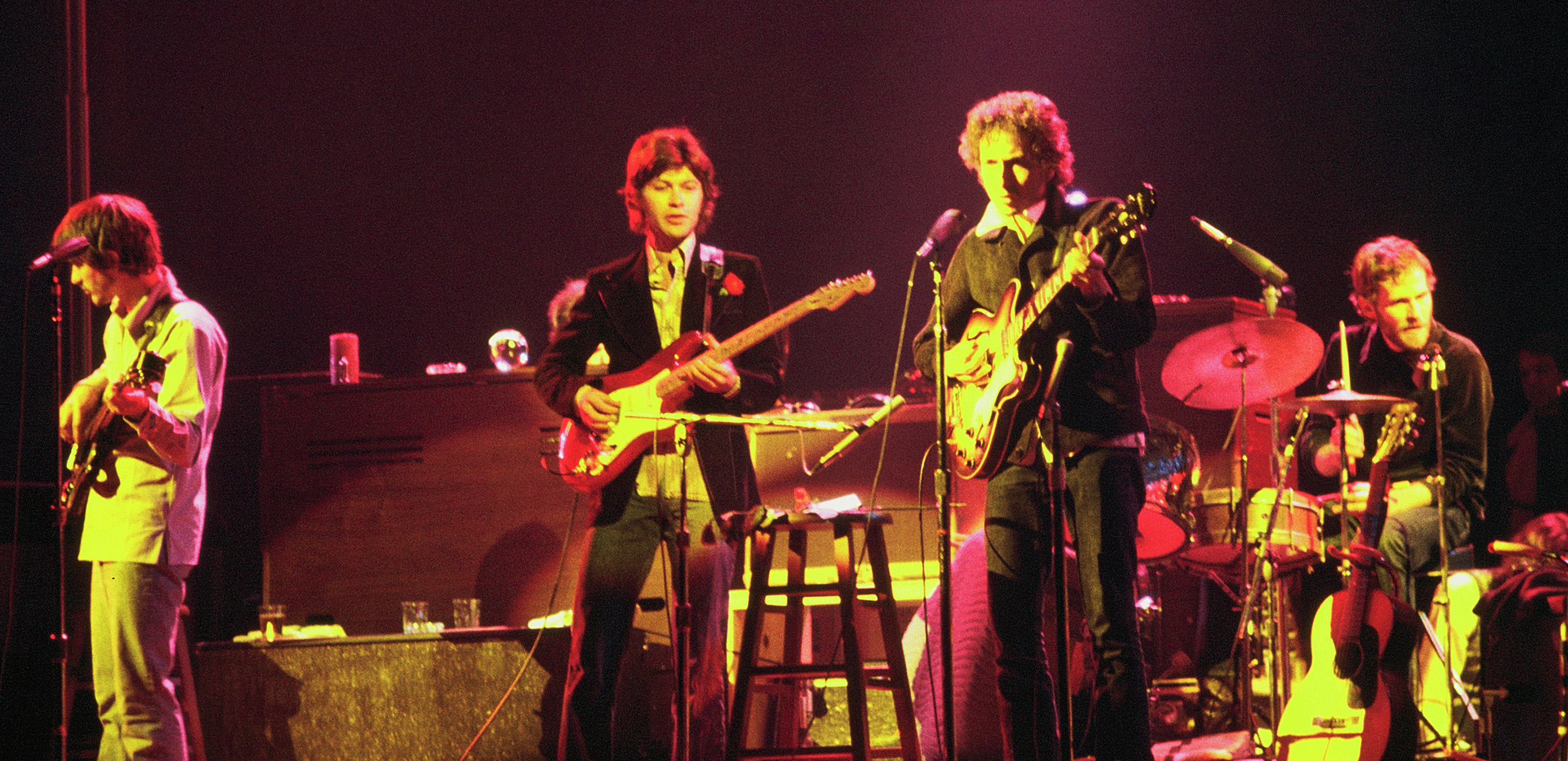
ディランとの全米ツアーにて。左からダンコ、ロバートソン、ディラン、ヘルム（1974年5月、シカゴ）

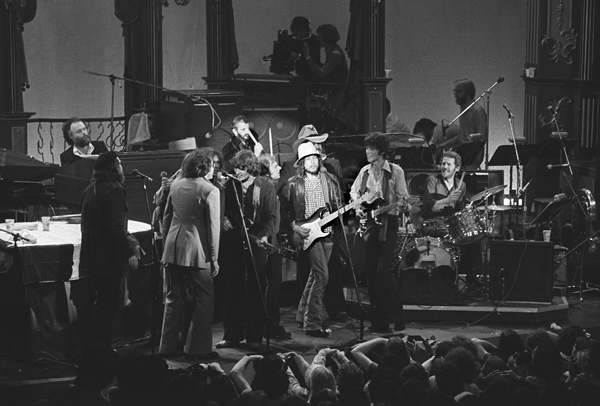
最終公演「ラストワルツ」より（1976年11月25日、サンフランシスコ）

1968年、ホークスはバンド名をザ・バンドに改め、『ミュージック・フロム・ビッグ・ピンク』でデビューする。シングル・カットされた「ザ・ウェイト」は翌年の映画『イージー・ライダー』で使用され、多くの人々に知られるところとなった。ロックにカントリー、フォーク、R&Bといったルーツ・ミュージックの要素を色濃く反映させた音楽性は非常に高い評価を獲得し、当時の多くのミュージシャンたちに大きな影響を与えた。
デビュー公演は1969年4月にカリフォルニア州サンフランシスコのウインターランドで開催された。初日17日はロバートソンがインフルエンザに罹り、心配したマネージャーのアルバート・グロスマンが催眠術師を呼んで治療に当った。7曲ほどを演奏して逃げるように退場したため、「ロックンロールのショウでは初めて経験する怒りと激情」が溢れた。だが翌18日のステージは、ロバートソンの体調も戻ったこともあり、見違える程の出来で前夜の屈辱を晴らした。特にアンコールの「スリッピン・アンド・スライデン」では客席は興奮の坩堝と化し、「ロックンロールの歴史に残る瞬間」と、初日とは全く異なる評価を受けた。同年8月17日にはウッドストック・フェスティバルに出演。同月末にはディランとともに第2回ワイト島音楽祭に出演し、ビートルズのジョン・レノン、ジョージ・ハリスン、リンゴ・スターと親交を深めた。
同年9月に2作目のアルバム『ザ・バンド』、1970年に3作目『ステージ・フライト』を発表。1971年には野心作の4作の『カフーツ』でアラン・トゥーサンを招き、ホーン・セクションを取り入れるが、このころからメンバー間に摩擦が生じ、曲作りも不調に陥る。一方で公演活動は積極的に行い、トップ・クラスのライブ・バンドとしての名声を確保した。1972年に発表されたライブアルバム『ロック・オブ・エイジズ』では、収録曲17曲のうち11曲はトゥーサンによって編曲され、ホーン・セクションを含む10人編成で演奏された。
1973年にはカバーアルバム『ムーンドッグ・マチネー』を発表。エルヴィス・プレスリーが歌ったことで知られる「ミステリー・トレイン」や映画『第三の男』のテーマ曲を演奏するなど話題を集める。
1974年にはディランと共にツアーを行い、興行的にはその年で一番といわれるほどの大成功を収めた。この模様はディランとの共同名義のライブアルバム『偉大なる復活』（1974年）として発表された。この頃からロバートソンが主導権を取るようになり、ヘルムとの関係が悪化する。
メンバーはそれぞれ、リンゴ・スターやエリック・クラプトン、ニール・ヤング、ジョニ・ミッチェル、マディ・ウォーターズのアルバム制作に参加。
1975年、アルバム『南十字星』発表。

### 解散
バンド内では、公演活動よりアルバム制作を重視すべきとの意見をもつロバートソンと公演活動にこだわるメンバーとの対立が激しくなり、さらにマニュエルが疲労とストレスにより酒と薬物に溺れて体調を崩すなどの問題も生じた。こうして音楽活動が行き詰まる中、ロバートソンは1976年に公演活動の停止を発表する。彼は解散して新たな方向を目指していたが、ヘルムは解散・公演活動停止には反対し、他の3名も解散を望んでいなかった。
1976年11月24日、デビュー公演の会場だったサンフランシスコのウインターランドで公演を行なう。実質的に最終公演となった同公演にはホーキンス、ディラン、ニール・ヤング、ジョニ・ミッチェル、マディ・ウォーターズ、ドクター・ジョン、ヴァン・モリソン、リンゴ・スター、エリック・クラプトン、ロン・ウッド、ポール・バターフィールド、ニール・ダイヤモンド、ボビー・チャールズといった多数の大物ミュージシャンが参加した。この模様はマーティン・スコセッシの監督の下で撮影され、映画『ラスト・ワルツ（The Last Waltz）』として公開、3枚組サウンドトラック盤も発表された。
1976年、キャピトルとの契約履行のアルバム『アイランド』を発表するが、往年の出来映えには至らず不評に終わる。結局これを最後にザ・バンドとしての活動に終止符が打たれる。

### 解散後
解散後はメンバー各自がソロ活動を始める。
ヘルムは、ドクター・ジョン、ポール・バターフィールド、スティーヴ・クロッパー、ドナルド・ダック・ダンらとRCOオール・スターズを結成。一枚のスタジオ・アルバムを製作し、日本公演も実施した。2006年には、RCOオール・スターズのライヴ音源も発表されている。その後もアルバム『リヴォン・ヘルム』、『アメリカン・サン』を発表する。音楽活動の傍らで映画俳優としても活動している。
ダンコは、メンバーの中でいち早くソロアルバムに着手する。1977年には映画『ラスト・ワルツ』の中でも語っていたアルバム『Rick Danko』を発表する。ゲストにクラプトン、ウッドも参加している。ツアー活動も精力的に行い日本公演も実現させている。

### 再結成
1982年、ダンコとヘルムがアコースティック・デュオを組み、ツアー「リヴィング・ルーム・セット」を開始する。ある公演では、ボブ・ディランの飛び入りも確認されている。同ツアーの最中にザ・バンド再結成の機運が高まり、1983年にロバートソンを除く4名で再結成してツアーを行なう。同年には初の日本公演も行われる。ツアーにはケイト・ブラザーズがサポート・バンドとして参加した。
1986年3月4日、マニュエルがザ・バンドのツアーで滞在していたフロリダ州ウィンターパークで自殺を図り死去。ツアー活動は続行。
1990年7月21日、ヘルム、ダンコ、ハドソンの3名が、ベルリンの壁崩壊後のベルリンで行なわれたロジャー・ウォーターズ主催のライブ・イベント『The Wall Live In Berlin』にヴァン・モリソン、ジョニ・ミッチェルらと共に出演する。
1992年、マディソン・スクエア・ガーデンで行われたボブ・ディランのデビュー30周年記念公演に出演。アルバム『カフーツ』にも収録されていた「マスターピース」を演奏。この模様は、CD/LDに収められている。
1990年代初頭、メジャー・レーベルであるCBSと契約。再結成後初のスタジオ・アルバムを製作するも、先に発表されたロバートソンのソロ・アルバムの売上不振を理由に、未発売となる。結局、CBSからはアルバム発表されることはなく、1993年になってピラミッドというマイナー・レーベルから『ジェリコ』として発表された。
1993年、ヘルムが回想録『This Wheel's on Fire: Levon Helm and the Story of the Band』（邦題『ザ・バンド 軌跡』）を出版。
1994年、ロックの殿堂入りを果たす。式にはロバートソンも出席するが反発したヘルムは欠席した。プレゼンターを務めたクラプトンを交えて「ザ・ウエイト」を演奏する。
1997年、ダンコがジェリー・ガルシアのトリビュート（Dead Heads Festival）であるダンコ・フィヨルド・アンダーセンの活動のため来日。しかし滞在中の5月6日、アメリカにいる妻にヘロインをホテル宛に郵送させた罪で逮捕された。7月24日、千葉地裁にて彼の有罪が確定し、強制送還となった。
再編ザ・バンドとして3枚のアルバムを発表するも、1996年にヘルムが喉頭癌を発症する。アルバム『Jubilation』に録音されたヘルムの声は、その後遺症によりかすれたものとなってしまう。
1999年12月10日にダンコが死去。ザ・バンドは活動を停止した。

### その後
ヘルムは、ドラムスとマンドリンの演奏活動は続け、その後再び歌えるようになるまで回復した。リヴォン・ヘルム・バンドを率いて、2005年には同バンド名義の2作のDVD付のライヴ・アルバム『ミッドナイト・ランブル・セッションズ Vol.1』『同 Vol.2』を発表した。2007年には久々のスタジオ・ソロ作『Dirt Farmer』で元気な歌声を聴かせ、2008年の第50回グラミー賞ベスト・トラディショナル・フォーク・アルバムを受賞した。しかし2012年4月19日、ニューヨークで死去した。
ハドソンは2001年にファースト・ソロ・アルバム『ガースの世界』（原題：The Sea To The North）を発表。妻モード・ハドソンと演奏活動を続けて、2005年には彼女との共同名義のライヴ・アルバム『ライヴ・アット・ザ・ウルフ』を発表している。2002年には元フライング・ブリトー・ブラザーズのメンバーとブリトー・デラックスを結成し、2005年まで在籍した。
ロバートソンは映像音楽の制作を活動の中心とする一方で、ザ・バンドのボックス・セットのコンピレーション・プロデュースや監修を行っている。ソロ・アルバムは2011年の『How To Become Clairvoyant』が現段階での最新作である。2016年には回想録『Testimony』（邦訳は2018年に『ロビー・ロバートソン自伝 ザ・バンドの青春』）を出版した。
2019年、カナダでドキュメンタリー映画『ザ・バンド　かつて僕らは兄弟だった』（英題:『Once Were Brothers: Robbie Robertson and the Band』）が公開された（日本では2020年公開）。内容の一部は上記のロバートソンの回想録に基づいている。
2023年8月9日、ロバートソンが前立腺がんのため死去。
2025年1月21日、最年長者だったハドソンが死去。オリジナル・メンバー全員が鬼籍に入った。

## 逸話
- ホーキンスと別れたバンド（当時はレヴォン&ホークス）の苦難に満ちた下積み生活は、「ヒモと娼婦とアル中と人生の敗北者」（ハドソンの発言）相手の演奏を繰り返す、その日暮らしの流浪の日々であった。映画「ラストワルツ」ではマニュエルが、その頃、食事に困ったメンバーが大きなコートを使ってスーパーで商品を万引きしたことを証言している。だが「ナップザックを背負って道に立ち、人生というものをみんなで学んだ。僕たちはお互いに守られ励ましあった」とロバートソンが証言しているように、苦難の中でメンバーの結束が固まっていった。

- エリック・クラプトンは、『ミュージック・フロム・ビッグ・ピンク』を「人生を変えたアルバム」と評しており[23]、1976年に発表されたクラプトンのアルバム『ノー・リーズン・トゥ・クライ』にはザ・バンド全員が参加。後の1986年に発表された『オーガスト』収録の「ホーリー・マザー」は、その年に亡くなったマニュエルに捧げられた曲である。2005年のアルバム『バック・ホーム』は、レイ・チャールズらと共にマニュエルとダンコに捧げられている。

## ディスコグラフィ

### アルバム
| 発表年                       | アルバム名                                    | アルバム名                       | 認定     |
| 発表年                       | 邦題                                          | 原題                             | RIAA     |
| ---------------------------- | --------------------------------------------- | -------------------------------- | -------- |
| オリジナル・アルバム         |                                               |                                  |          |
| 1968年                       | ミュージック・フロム・ビッグ・ピンク          | Music From Big Pink              | ゴールド |
| 1969年                       | ザ・バンド                                    | The Band                         | プラチナ |
| 1970年                       | ステージ・フライト                            | Stage Fright                     | ゴールド |
| 1971年                       | カフーツ                                      | Cahoots                          |          |
| 1972年                       | ロック・オブ・エイジズ                        | Rock Of Ages                     | ゴールド |
| 1973年                       | ムーンドッグ・マチネー                        | Moondog Matinee                  |          |
| 1975年                       | 南十字星                                      | Northern Lights - Southern Cross |          |
| 1977年                       | アイランド                                    | Islands                          |          |
| 1978年                       | ラスト・ワルツ                                | The Last Waltz                   |          |
| 再結成後                     |                                               |                                  |          |
| 1993年                       | ジェリコ                                      | Jericho                          |          |
| 1996年                       | ハイ・オン・ザ・ホッグ                        | High On The Hog                  |          |
| 1998年                       | ※日本未発売                                   | Jubilation                       |          |
| 編集盤、ベスト・アルバムなど |                                               |                                  |          |
| 1976年                       | 軌跡                                          | The Best Of The Band             | ゴールド |
| 1978年                       | アンソロジー                                  | Anthology                        |          |
| 1989年                       | トゥ・キングダム・カム                        | To Kingdom Come                  |          |
| 1995年                       | ライヴ・アット・ワトキンス・グレン            | Live at Watkins Glen             |          |
| 1999年                       | ※日本未発売                                   | The Best of The Band, Vol. II    |          |
| 2000年                       | グレイテスト・ヒット                          | Greatest Hits                    |          |
| ボックス・セット             |                                               |                                  |          |
| 1994年                       | グレイト・ディバイド・ボックス                | Across The Great Divide          |          |
| 2002年                       | ラスト・ワルツ完全版                          | The Last Waltz                   |          |
| 2005年                       | ザ・バンド・ボックス ミュージカル・ヒストリー | A Musical History                |          |

ボブ・ディランとの共演
- ブロンド・オン・ブロンド - Blonde On Blonde（1966年）
- セルフ・ポートレイト - Self Portrait（1970年）
- ウディ・ガスリー・メモリアル・コンサート - A Tribute To Woody Guthrie, Part 1（1972年）[25]
- プラネット・ウェイヴズ - Planet Waves（1974年）
- 偉大なる復活 - Before the Flood（1974年）（プラチナ）
- 地下室（ザ・ベースメント・テープス） - The Basement Tapes（1975年）（ゴールド）
- ロイヤル・アルバート・ホール（ブートレッグ・シリーズ第4集） - The Bootleg Series Vol. 4: Bob Dylan Live 1966, The "Royal Albert Hall" Concert（1998年、リヴォン・ヘルムを除くメンバー）

### 映像作品
単独名義
- The Last Waltz/ラスト・ワルツ [1978]
- The Band Is Back/ザ・バンド・イズ・バック [1983]
- The Band Japan Tour/ザ・バンド・ジャパン・ツアー
- The Authorized Biography [1995]
- Live at the New Orleans Jazz Festival [1996]#日本盤未発売
- Classic Albums: The Band /メイキング・オブ・ザ・バンド [1997]
- Live at Loreley [2001]#日本盤未発売

参加作品
- Roger Waters The Wall Live in Berlin/ザ・ウォール~ライヴ・イン・ベルリン~ [1990]
- Bob Dylan 30th Anniversary Concert Celebration /ボブ・ディラン 30 [1993]
- Let it ROCK!/ロニー・ホーキンス’60thバースデイ　コンサート [1995]
- Festival Express/フェスティバル・エクスプレス [2004]

## 日本公演
ザ・バンド名義で計3回の日本公演を行っている。

### 1983年（The Band Is Back）
- 8月25日・渋谷公会堂
- 8月27日・大阪フェスティバルホール
- 8月29日・大阪フェスティバルホール
- 8月30日・名古屋市公会堂
- 9月1日・東京厚生年金会館
- 9月2日・東京厚生年金会館
- 9月3日・渋谷公会堂
- 9月5日・北海道厚生年金会館

### 1987年
- 2月23日・大阪厚生年金会館
- 2月24日・渋谷公会堂
- 2月25日・渋谷公会堂

### 1994年
- 4月29日・東京厚生年金会館
- 4月30日・東京厚生年金会館
- 5月1日・神奈川県民ホール
- 5月4日・渋谷CLUB QUATTRO
- 5月5日・名古屋CLUB QUATTRO
- 5月7日・大阪厚生年金会館